# 小行星8724
小行星8724（英語：8724 Junkoehara）是一颗围绕太阳公转的小行星。1996年9月17日，大友哲在藤枝市发现了此天体。
这颗小行星的绝对星等为22.21227690249811等。